# 玫瑰圣母圣殿 (柏林)
玫瑰圣母圣殿（全称：圣母玛利亚玫瑰圣母之后堂），是一座罗马天主教宗座乙级圣殿，位于德国首都柏林斯泰格利茨区（Berlin-Steglitz），地址为基尔街11号，教堂主立面朝南面向街道。这是一座罗马天主教柏林总教区的堂区教堂。教堂于1899至1900年间按照克里斯托夫·赫尔（Christoph Hehl，1847-1911）的设计建造，作为斯泰格利茨-朗克维兹-达勒姆牧灵区（Pastoralraum Stegliz-Lankwitz-Dahlem）的中心堂区，并于1900年11月11日由布雷斯劳亲王主教乔治·科普枢机举行祝圣典礼。由于该堂在第二次世界大战中未受损坏，复杂的建筑结构及其装饰均得以完好保存至今并持续服务于所有礼仪圣事和堂区活动。